# Savjet Vlade RH za Hrvate izvan Republike Hrvatske
Savjet Vlade RH za Hrvate izvan Republike Hrvatske, savjetodavno tijelo Vlade Republike Hrvatske koje joj pruža pomoć u kreiranju i provedbi politike, aktivnosti i programa vezanih za Hrvate u inozemstvu (iseljenike i pripadnike autohtonih zajednica). Članovi su predstavnici najznačajnijih udruga i organizacija iseljenih Hrvata te se biraju na mandat od četiri godine.
2020. godine Savjet je pokrenuo Prvi digitalni popis stanovništva Hrvata i njihovih potomaka u Argentini.